# 子ども戦争博物館
『子ども戦争博物館』（こどもせんそうはくぶつかん、ボスニア語: Muzej ratnog djetinjstva、英語: War Childhood Museum）は、2017年にサラエヴォで開館した歴史に関する博物館。戦時下の子どもたち博物館、戦場の子ども時代博物館などの日本語訳もある。ユーゴスラビアで起きたボスニア・ヘルツェゴヴィナ紛争（1992年-1995年）の当時に子供だった人々の記憶や品々を収集・展示して開館した。開館後は、他の地域の戦時下の子供についても収集を進めており、平和構築のための活動を行なっている。館長はヤスミンコ・ハリロビッチ（Jasminko Halilovic）。

## 設立の背景

### ユーゴスラビア紛争とサラエヴォ包囲

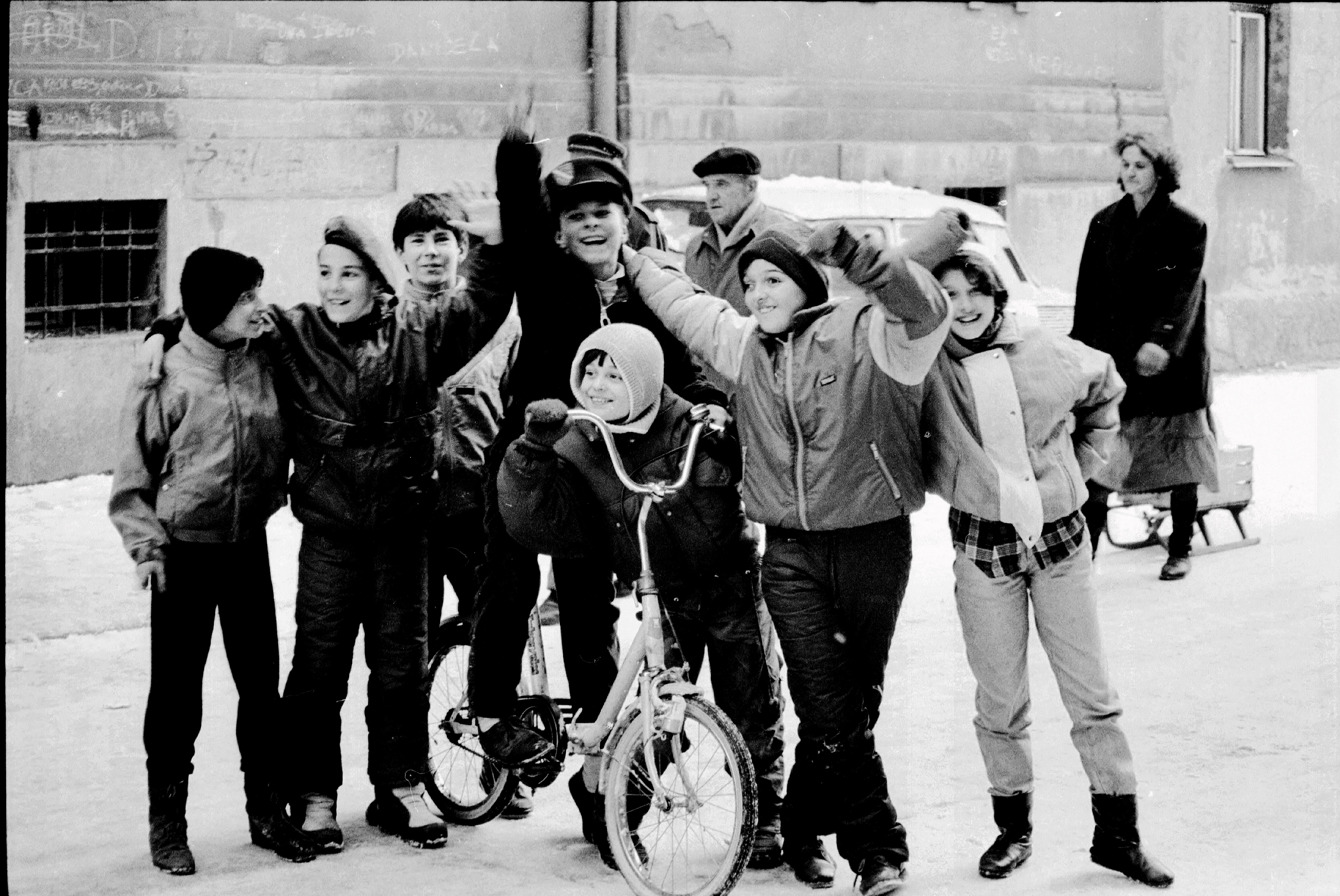
1992年から1993年の冬季のサラエヴォの子供たち

1991年に始まったユーゴスラビア紛争によって、ユーゴスラビアの各共和国で戦闘が起きた。ボスニア・ヘルツェゴヴィナ紛争では、ボスニア・ヘルツェゴヴィナの首都サラエヴォがサラエヴォ包囲（1992年-1995年）と呼ばれる攻撃を受けた。盆地の都市であるサラエヴォは、周囲の丘陵から戦車や迫撃砲、狙撃兵に攻撃された。砲撃は多い時で4時から22時まで続き、1日に千数百発を超えた。この攻撃で11000人以上の市民が死亡し、そのうち子供は1600人以上いた。
食糧、水、電気、燃料が不足し、住まいを失った人々はサラエヴォを脱出した人々の空き部屋などに住んだ。紛争開始後の1992年4月に学校の校舎は閉鎖され、中等学校やギムナジウムは難民の住居になった。あらゆる施設が標的となり、公園への砲撃で親子が死傷することも起き、子供は戸外での遊びを禁じられるようになった。メインストリートは「スナイパー通り」と呼ばれ、子供も狙撃兵に狙われた。
子供が町を出歩くのが危険であるという判断もあり、市民の住居を借りて階段や地下室で授業が続けられた。授業の長さは、その日の砲撃の激しさで決められた。
サラエヴォ市民は、包囲攻撃を受けながらも以前からの日常を維持しようと生活し、それまでの衣服や通勤、誕生パーティや結婚式、コンサートや演劇などを続けた。砲撃を受けるとジョークを言って笑いに変えることもあった。

### 『ぼくたちは戦場で育った』

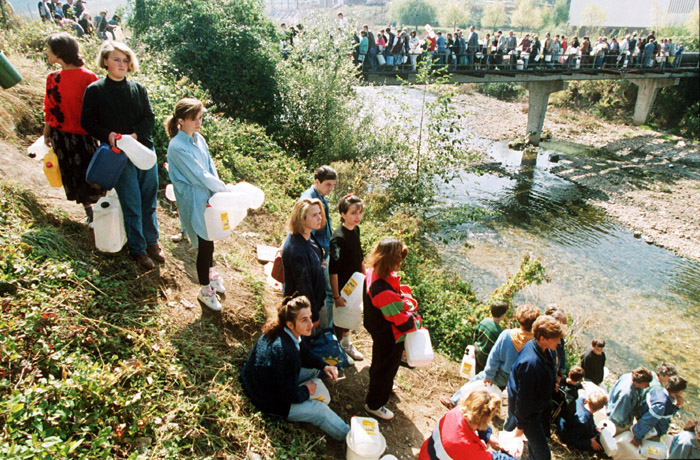
水を汲むための行列。子供もポリタンクを持って水運びを手伝った。

本博物館の館長となるヤスミンコ・ハリロビッチは、4歳から8歳にかけて包囲下で子供時代をすごした。ハリロビッチは当時を振り返り、普通に暮らすことが戦争に対する抵抗だったと語っている。
ハリロビッチは2010年にサラエヴォをテーマにしたブログを始めて書籍化され、同じくサラエヴォを撮影した写真付きエッセイも発表した。ハリロビッチは戦争に巻き込まれた子供をテーマにしてできることを考え、サラエヴォ包囲当時に子供だった人々の声を集めることにした。募集は2010年6月から始め、最もあざやかに覚えていることを160文字以内で送ってくれるように頼んだ。呼びかけによって、1974年から1992年生まれの人々から1500以上のメッセージが集まった。紛争をきっかけに国外に移った人々も多く、投稿の約20%は国外からだった。投稿に多く含まれていた言葉には、ランチパック（39%）、パン（33%）、友情（33%）、つるむ（24%）、米（20%）、愛（18%）、死（17%）、迫撃弾や砲撃（13%）、地下室（10.4%）、遊びに関する語（9.8%）、恐怖（9.2%）などがあった。このプロジェクトは『ぼくたちは戦場で育った』という題名で書籍化された。この書籍の日本語版は、作家の角田光代が翻訳を行い、サラエヴォ出身で元サッカー日本代表監督であるイビツァ・オシムが解説を寄稿した。

### 博物館設立
ハリロビッチは、包囲当時の物も保存されていることに気づき、それらを集めて博物館を作ることを考えた。これが子ども戦争博物館として実現した。
博物館のプロジェクトは人類学者、心理学者、歴史学者らの協力を得て、紛争当時のボスニア・ヘルツェゴヴィナで子供だった人々から3000点以上の物と体験談を集めた。その後、2017年1月28日に正式に開館した。

## 活動

### 展示物の収集・保存
紛争当時の記憶をとどめる手紙や写真、道具類、人道支援物資などさまざまな品を所蔵している。収集は国際博物館会議（ICOM）の基準にしたがって行われ、寄贈にあたっては、日付、品の説明、人物の名前が記録される。
常設展をもとにした巡回展も行なっており、オーラル・ヒストリーのインタビューや、35人から40人の体験談や品を展示する。会場に合わせて、屋内と屋外の両方で開催できるポップアップ展覧会も行なっている。

### 記憶の保存
紛争当時の体験を語ってもらい、音声や映像としてアーカイブを保存している。家族生活や難民としての生活、危険な体験、学校や友人の思い出、失ったものなどが語られている。質問は医療人類学者、歴史学者、子供の権利についての専門家、心理学者によって注意を払いつつ作成され、体験を語る前にインタビューフォームに記入する。質問形式は、約200項目の選択式と自由形式がある。体験の収録にあたっては、オーラル・ヒストリーの手法を使い、体験者が激しく動揺したりしないように行う。

### 平和構築
博物館は、戦争の記憶を人々に体験してもらい、次の戦争を防ぐことも目的としている。ハリロビッチは、アンネ・フランクの家などの施設とも協力をして、戦時下の子供への支援を考えている。シリア内戦のもとで暮らす子供たちの戦争の記憶と品々の収集も行なっている。
ワークショップは平和の重要性を伝える内容で、子供の権利、共感や連帯感、相互理解を養うように考えられている。年間5000人が参加し、小学3年生から中学4年生までの年齢層別にコースがある。大学生を対象とする見学会も開催している。

### ガイドツアー
スタッフがガイドツアーを行なっている。子ども博物館の開館記念ウィークには、聴覚や言語障害児童を支援する団体の協力を得て、手話通訳付きのガイドツアーを開催した。

### 図書館
図書館が併設されており、来場する子供たちが創作した作品を展示するスペースを兼ねている。

## 展示物

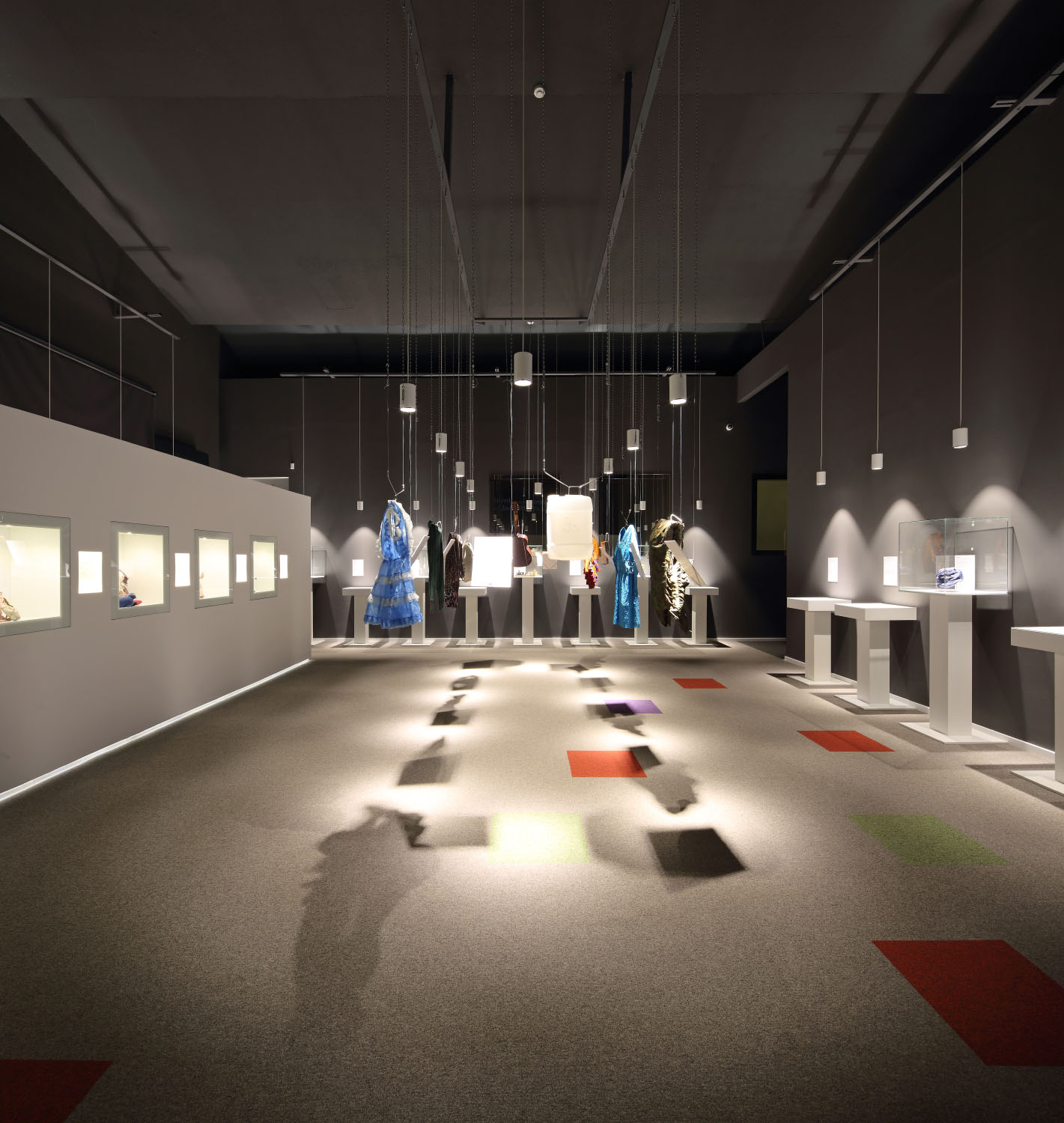
展示の様子。

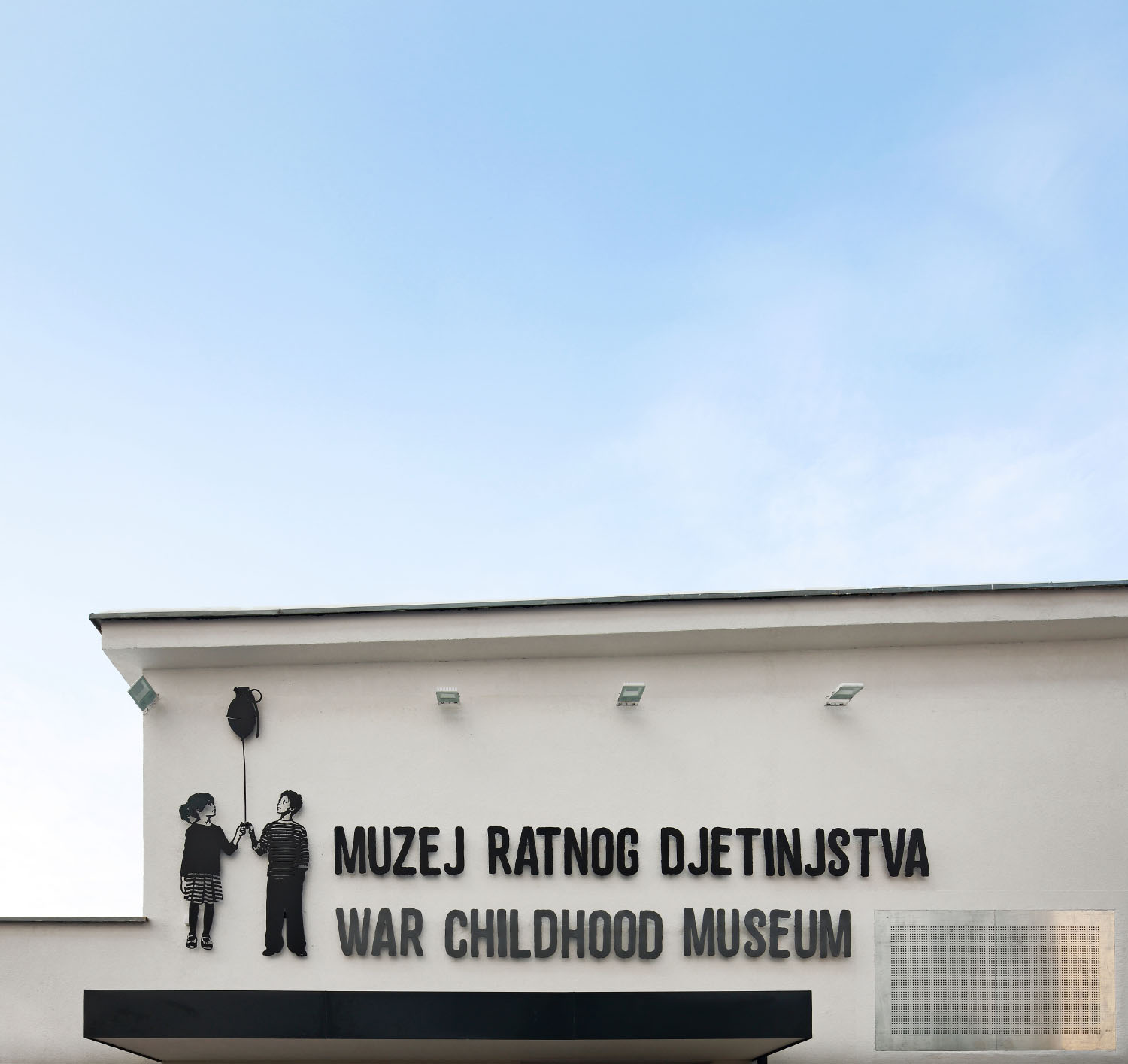
博物館正面
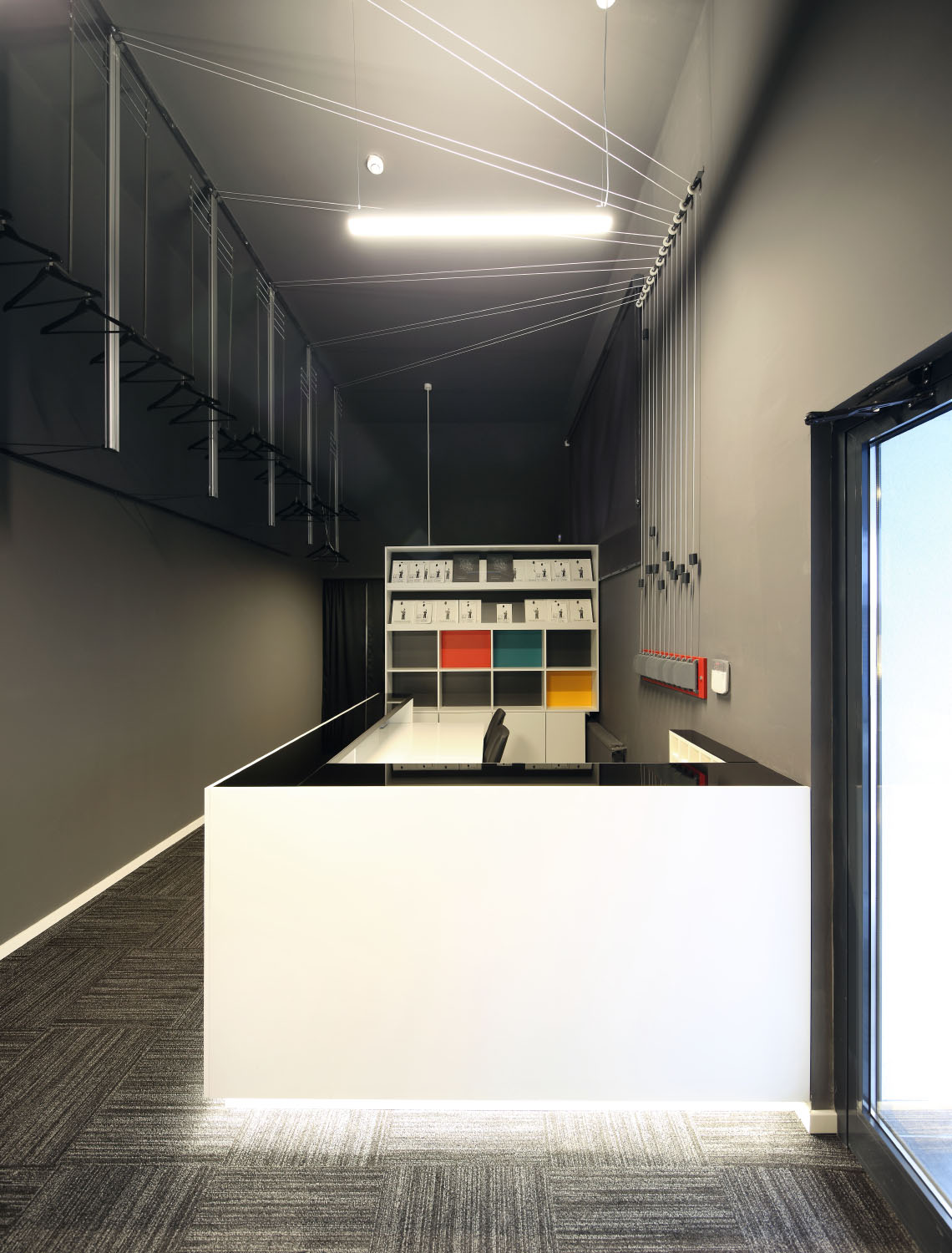
エントランス

約350点の「戦争の記憶」が集まり、そのうち約50点が常設展示されている。全ての展示物には、保存してきた人々の体験が付いている。例として、以下のようなものがある。
『魔法の杖』
人道支援団体から子供に配られたプレゼントに、「魔法の杖」と呼ばれる玩具があった。もらった子供は、これを使って戦争が終わることを願った。
ロボット、人形
包囲されていたサラエヴォ市内で水や薪を確保するのは危険がともなった。ロボットの玩具を見ながら、水や薪を運んでくれることを願った子どももいた。医師になった人物の思い出の品として、治療ごっこに使っていたバービー人形がある。自分におもちゃがないことを嘆いていた時に、近所の老人からプレゼントされた。
自作の玩具
自作をしたクマのぬいぐるみや編みぐるみ、ブランコもある。紛争当時は、爆弾の破片を玩具にしたり、木製の銃や使われていない火器を玩具にして戦争ごっこも行われていた。
『小さなオーブン』
圧力釜から作られたオーブン。豆、マカロニ、米、籾殻のパンなどを作るのに使用し、暖炉がわりにもなった。当時は食糧不足により、マカロニや米を使う食事が増えていた。圧力鍋でパンを作ることは多くの家庭で行われていた。
『書類カバン』
親の仕事用カバンを通学用に使ったものが展示されている。このカバンで通学をしていた子どもには「秘書官」というニックネームがついた。
『このリンゴたべてみる？』
支援物資の中には、リンゴやレモンなどの形をした鉛筆削りがあり、それを果物と思ってかじった子供の歯形が残っている。
香水
父親が購入した香水を、亡くなったあとも父親の香りとして持っていた。母親とレバノンに逃れた時に瓶が割れてしまい、中身を移し替えて保管した。
衣服、楽器
当時着ていた日常の衣服、負傷をしたときに被っていた穴の空いた帽子、合唱団のユニフォーム、ギター、バレエのトゥシューズなどが展示されている。当時に卒業式のドレスを作る予定だった生地は、使われずに生地のまま展示されている。
手紙、写真、絵
友達と撮影した写真、ノートに描いた絵、包囲中に他の国から届いたペンフレンドとの手紙など。雑誌の新刊が手に入らなかったため、自分で雑誌を作る子供もいた。
電気製品
電気のない時に使う太陽光充電ラジオ。包囲下のサラエヴォは電池が払底したため、加熱した塩水で電池を充電することも行われていた。
イベント関連
チケットやフライヤー、プログラムなど。包囲下でもロックのライブや、サラエヴォ交響楽団のコンサート、展覧会、映画の上映、演劇などが行われた。演劇は特に盛んで、150以上の舞台が上演された。
支援団体の食料
塩、菓子の包み紙、缶詰など。イカール缶詰は「猫ですら食べようとしない」といわれるほど味が不評で、のちにサラエヴォ市内に記念碑が建てられた。ランチパックは国連難民高等弁務官事務所（UNHCR）などの配給で、中身は主にアメリカ軍から送られたレーションだった。ハリロビッチの書籍には、子供時代の記憶として支援物資のランチパックを書いている投稿も多い。古いものにはベトナム戦争時代のビスケットもあった。
- 博物館正面
- エントランス

## 評価・影響
博物館は開館前から注目を集めた。2016年5月6日から10日間開催されたプレ展示会では、雨天の中で数百人の行列ができる盛況となった。2018年、ハリロビッチはフォーブス30アンダー30に選ばれた。同年には、欧州年間最優秀博物館賞を受賞した。「個人の力強い物語と、その物語に関する品々を通して、平和、和解、文化的多様性の価値を唱えている」と評価された。